# アルベマール湾

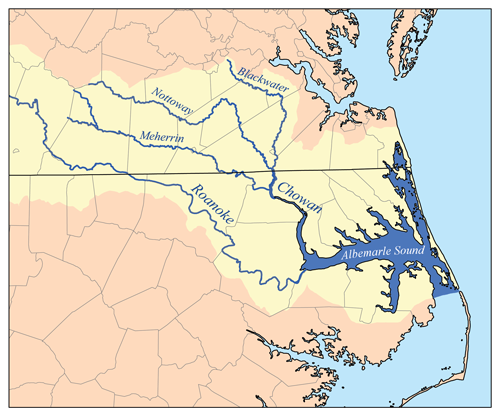
アルベマール湾にはおもに二つの川（チョワン川とロアノーク川）が流れ込む。湾の南のロアノーク島の両脇の水路を通して、パムリコ湾とつながっている。

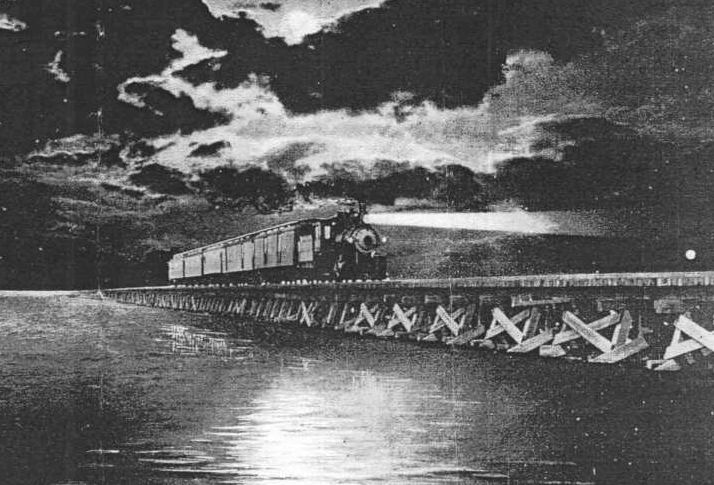
1918年にノーフォーク・サザン鉄道のトレッスル鉄道橋が作られたが、1980年代に廃止された。

アルベマール湾（アルベマールわん、Albemarle Sound）は、アメリカ合衆国東海岸ノースカロライナ州の北東部に位置する潟湖である。

## 概要
アルベマール湾はアウターバンクスにより大西洋と隔てられており、多くは浅瀬である。南へはロアノーク島の両脇のクロアタン海峡、ロアノーク海峡を経てパムリコ湾に繋がる。
アルベマール湾へ流れ込むおもな川は、バージニア州から流れ来るチョワン川（Chowan River）、ノースカロライナ州からのロアノーク川（Roanoke River）である。
北のチェサピーク湾とはアルベマーレ・チェサピーク運河でつながり、ワシントンD.C.まで至る。 沿岸内水路の一部である。

## 歴史
歴史的には、アルベマール湾沿岸には、もともとアルゴンキン族が住んでいて、湾内で魚を採ったりしていた。
1586年には、イギリス人がアルベマール湾沿岸を調査している。半世紀後にはバージニアからのヨーロッパ人はアルベマール湾沿岸へ拠点を設立して、そこは西インド諸島からの砂糖などと、アメリカ大陸のタバコなどを交易する場所として栄えた
1963年にはチャールズ2世 はアルベマール湾地区を「カロライナ植民地」の一部にして、おもにアルベマール公ジョージ・マンク が受け取ったので「アルベマール湾」の名称が残った。
ライト兄弟が1903年初めて飛行したキル・デビル・ヒルズと、それを外部へ報告した近くのキティホークは、共にこの湾の東側のアウターバンクス砂州にある。